# 欧元计算器

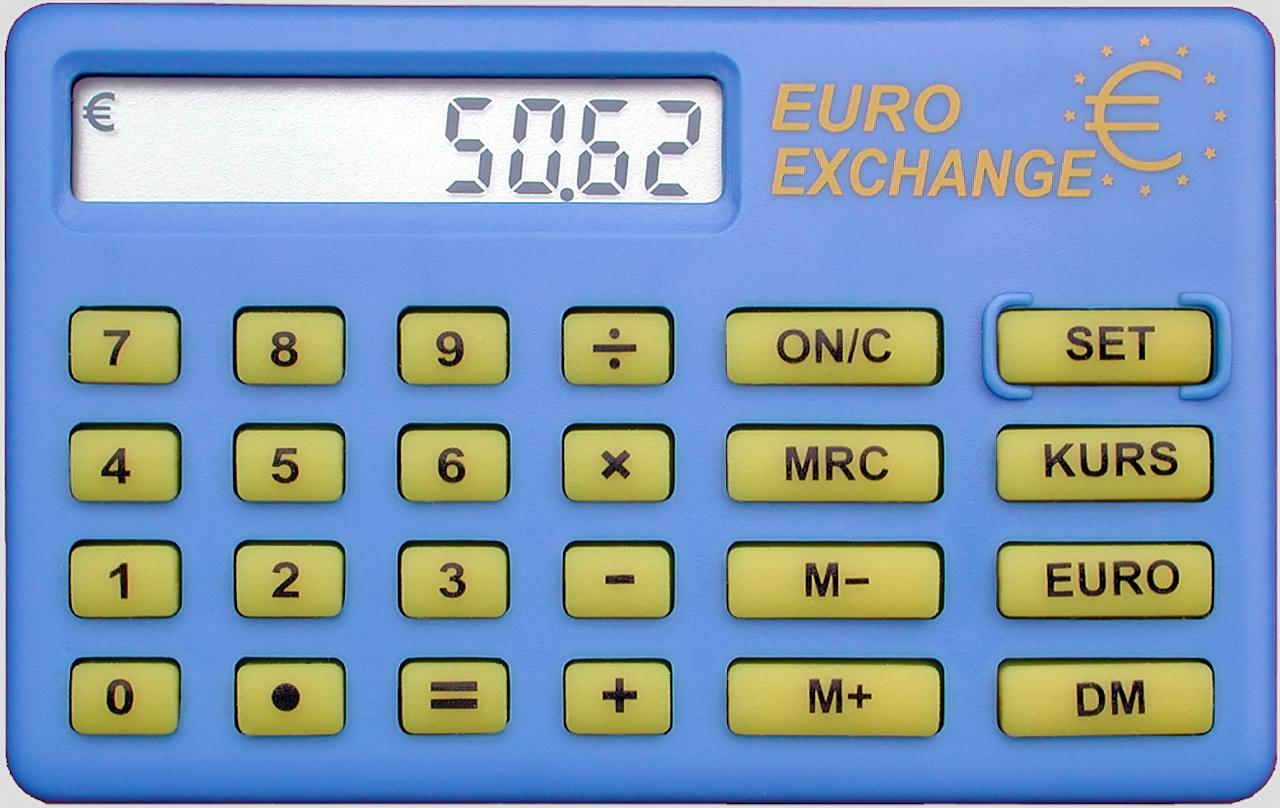
（德国）简单的欧元计算器

欧元计算器是欧洲国家（参阅欧元区条目）采用欧元作为其官方货币单位的一种计算器。它的功能与任何其他普通计算器一样，但它还包括一个特殊功能，允许将以前官方货币单位（例如西班牙的比塞塔）的数值转换为新的欧元值，反之亦然。它在这些国家的商业中，尤其是在采用欧元后的头几个月后，变得非常流行
由于生产了如此之多的计算器，它们也在欧元区外的地方被采用，以帮助工作人员在欧元为主要货币的机场或火车站进行转换。